# Santa Helena de Goiás (ort)
Santa Helena de Goiás är en ort i Brasilien.   Den ligger i kommunen Santa Helena de Goiás och delstaten Goiás, i den sydöstra delen av landet, 400 km sydväst om huvudstaden Brasília. Santa Helena de Goiás ligger 566 meter över havet och antalet invånare är 34 254.
Terrängen runt Santa Helena de Goiás är platt.
Omgivningarna runt Santa Helena de Goiás är en mosaik av jordbruksmark och naturlig växtlighet. Runt Santa Helena de Goiás är det ganska glesbefolkat, med 30 invånare per kvadratkilometer.